# 丹尼斯·馬丁尼茲
丹尼斯·馬丁尼茲（Dennis Martínez，1955年5月14日—），全名何塞·丹尼斯·馬丁尼茲·奧爾蒂斯（José Dennis Martínez Ortiz），尼加拉瓜棒球運動員，他是史上第一位在美國職棒大聯盟出賽的尼加拉瓜選手，大聯盟生涯始於1976年，23年球員生涯當中效力過五支不同球隊。
1991年7月28日，馬丁尼茲效力於蒙特婁博覽會（華盛頓國民前身）時，面對洛杉磯道奇隊投出完全比賽，為大聯盟史上第13場，同時為拉丁裔球員第一人。1998年退役，生涯累積245場勝投，不但為尼加拉瓜球員之最，亦曾是拉丁美洲投手之最（直至2018年才被巴特羅·柯隆打破）。因其在尼加拉瓜球史的重要地位，又有 "El Presidente" （總統）的綽號。
2017年10月19日，尼加拉瓜由友邦中華民國資助的新棒球場落成，新球場即以丹尼斯·馬丁尼茲的名字命名，落成典禮並由馬丁尼茲擔任投手，現役皇家隊的卡斯伯特（Cheslor Cuthbert）則擔任打者為新球場開球。

## 外部連結
- 球員資訊和成績在MLB ，ESPN ，Retrosheet ，Baseball Reference ，Baseball Reference (Minors) ，Fangraphs ，The Baseball Cube ，Baseball Almanac （英文）